# ジャパンカップサイクルロードレース2016
ジャパンカップサイクルロードレース2016はジャパンカップサイクルロードレースの25回目のレース。2016年10月23日に開催された。 このレースのスタートおよびゴールは宇都宮で距離は144.2km。 また、自転車ロードレースUCIアジアツアー2016おける1.HCカテゴリに分類される。

## 結果
| #    | 選手名                             | チーム                                               | 時間       |
| ---- | ---------------------------------- | ---------------------------------------------------- | ---------- |
| 優勝 | ダヴィデ・ヴィッレッラ             | キャノンデール・ドラパック・プロサイクリング・チーム | 3h 46' 43" |
| 2.   | クリストファー・ユール＝イェンセン | オリカ・バイクエクスチェンジ                         | +0' 06"    |
| 3.   | ロバート・パワー                   | オリカ・バイクエクスチェンジ                         | +0' 14"    |
| 4.   | マヌエーレ・モーリ                 | ランプレ・メリダ                                     | 同タイム   |
| 5.   | オスカル・プジョル                 | TeamUKYO                                             | 同タイム   |
| 6.   | アレックス・ピーターズ             | チームスカイ                                         | 同タイム   |
| 7.   | ベンジャミン・プラデス             | TeamUKYO                                             | +0' 17"    |
| 8.   | ハビエル・メヒヤス                 | チーム・ノボ・ノルディスク                           | +0' 43"    |
| 9.   | 新城幸也                           | ランプレ・メリダ                                     | 同タイム   |
| 10.  | ジョセフ・ロスコフ                 | BMC・レーシングチーム                                | 同タイム   |